# 시비르스카야역
시비르스카야역(러시아어: Сибирская)은 러시아 노보시비르스크주 노보시비르스크에 있는 노보시비르스크 지하철 제르진스카야 선의 역이다. 1987년 12월 31일에 개통되었다.

## 환승
시비르스카야 역에서는 레닌스카야 선의 크라스니 프로스펙트 역으로 갈아탈 수 있다.